# 中央突破
『中央突破』（ちゅうおうとっぱ）は、伊東歌詞太郎と宮田“レフティ”リョウによるユニットイトヲカシのメジャー1作目、累計4作目のアルバム。2017年6月21日発売。発売元はavex trax。

## 概要
前作『捲土重来』から約1年ぶりのリリースで、イトヲカシのメジャーデビュー後初となるアルバム作品である。
フルアルバムのリリースは今作で初となる。
伊東歌詞太郎/レフティモンスター名義でリリースされたアルバム『ホシアイ』を含めると5作目である。

## チャート成績
オリコン2017年7月3日付の週間ランキングで最高14位を記録。

## 演奏
- 伊東歌詞太郎：Vocal, Acoustic Guitar
- 宮田“レフティ”リョウ：Bass, Keyboards, Chorus

スタートライン
- ICCHAN：Drums
- 幡宮航太：Piano
- 柴田佳則：Electric Guitar, Acoustic Guitar
- MIZ：Violin

カナデアイ
- ICCHAN：Drums
- 柴田佳則：Electric Guitar, Acoustic Guitar

宿り星
- ICCHAN：Drums
- 幡宮航太：Piano
- 柴田佳則：Electric Guitar, Acoustic Guitar
- MIZ、銘苅麻野：Violin
- 角谷奈緒子：Viola
- 吉良都：Cello

あなたが好き
- ICCHAN：Drums
- 北村真奈美：Piano
- 香取真人：Electric Guitar
- 柴田佳則：Acoustic Guitar

はちみつ色の月
- 河村吉宏：Drums
- 幡宮航太：Piano
- 柴田佳則：Electric Guitar, Acoustic Guitar
- MIZ、三國茉莉：Violin
- あかりんご：Viola
- 佐野まゆみ：Cello

さいごまで
- ICCHAN：Drums
- 北村真奈美：Piano
- 柴田佳則：Electric Guitar, Acoustic Guitar
- MIZ、三國茉莉：Violin
- 角谷奈緒子：Viola
- 佐野まゆみ：Cello

ドンマイ!!
- 河村吉宏：Drums
- 幡宮航太：Piano
- 柴田佳則：Electric Guitar, Acoustic Guitar

半径10メーターの世界
- ICCHAN：Drums
- 北村真奈美：Piano
- 柴田佳則：Electric Guitar, Acoustic Guitar

ヒトリノセカイ
- ICCHAN：Drums
- 幡宮航太：Piano
- 柴田佳則：Electric Guitar, Acoustic Guitar

スターダスト
- ICCHAN：Drums
- 北村真奈美：Piano
- 柴田佳則：Electric Guitar, Acoustic Guitar

## 収録曲
| 全作詞・作曲・編曲: イトヲカシ。 |                          |            |            |      |
| #                                | タイトル                 | 作詞       | 作曲・編曲 | 時間 |
| 1.                               | 「スタートライン」       | イトヲカシ | イトヲカシ | 3:41 |
| 2.                               | 「カナデアイ」           | イトヲカシ | イトヲカシ | 3:55 |
| 3.                               | 「宿り星」               | イトヲカシ | イトヲカシ | 4:43 |
| 4.                               | 「あなたが好き」         | イトヲカシ | イトヲカシ | 4:27 |
| 5.                               | 「はちみつ色の月」       | イトヲカシ | イトヲカシ | 4:37 |
| 6.                               | 「さいごまで」           | イトヲカシ | イトヲカシ | 4:39 |
| 7.                               | 「ドンマイ!!」           | イトヲカシ | イトヲカシ | 4:15 |
| 8.                               | 「半径10メーターの世界」 | イトヲカシ | イトヲカシ | 4:58 |
| 9.                               | 「ヒトリノセカイ」       | イトヲカシ | イトヲカシ | 4:35 |
| 10.                              | 「スターダスト」         | イトヲカシ | イトヲカシ | 4:31 |
| 合計時間:                        | 合計時間:                | 44:21      |            |      |

## タイアップ
スタートライン
日本工学院2017年CMソング
カナデアイ
TVアニメ『双星の陰陽師』オープニングテーマ
宿り星
TVアニメ『双星の陰陽師』エンディングテーマ
あなたが好き
アキレス「瞬足」CMソング
さいごまで
ネスレ「キットカット」受験生応援キャンペーンソング	2017年
河合塾 CMソング
ドンマイ!!
「MUSIC B.B」オープニングテーマ
北海道ルスツリゾートCMソング
半径10メーターの世界
防衛省「自衛官募集2016」CMソング
スターダスト
広島FM「大窪シゲキの9ジラジ」9月度エンディングテーマ
AbemaTV『芸能(秘)チャンネル』9月度エンディングテーマ
STVラジオ「Pop'n Rollにズキューン」9月度エンディングテーマ
テレビ北海道『スイッチン!』9月度エンディングテーマ
テレビ金沢『マル得配便DX』9月度エンディングテーマ